# ريتشارد دبليو. غونثر
ريتشارد دبليو. غونثر هو صيدلي وسياسي أمريكي، ولد في 30 نوفمبر 1845 في بوتسدام في ألمانيا، وتوفي في 5 أبريل 1913 في أوشكوش في الولايات المتحدة. نشط حزبياً في الحزب الجمهوري. وقد انتخب أمين صندوق الدولة ‏ وانتخب عضو مجلس النواب الأمريكي ‏.